# Яковлева, Алёна Юрьевна
Алёна (до 1989 — Еле́на) Ю́рьевна Я́ковлева (род. 2 июня 1961, Москва) — советская и российская актриса театра и кино, народная артистка РФ (2008). Ведущая актриса Московского академического театра сатиры.

## Биография
Родилась 2 июня 1961 года в Москве.
Отец — Юрий Васильевич Яковлев (25 апреля 1928 — 30 ноября 2013), актёр, народный артист СССР (1976), развёлся с женой за два месяца до рождения Алены после шести лет брака.
Мать — Кира Андреевна Яковлева (урождённая Мачульская; род. 2 сентября 1932 - 2020), врач.
Бабушка — Елена Михайловна Чернышова, актриса.
Отчим — Николай Константинович Иванов (1936—1991; умер в возрасте пятидесяти пяти лет от второго инфаркта), журналист-международник, воспитывал Елену с раннего детства.
Единокровные братья — Алексей Яковлев (актер и специалист по недвижимости) и Антон Яковлев, театральный режиссёр, художественный руководитель Московского драматического театра имени Н. В. Гоголя.
С восьми лет Елена жила с матерью и отчимом в Германии, где находился корреспондентский пункт отчима, затем в Дании, Исландии, Финляндии, Норвегии.
1976—1978 — начала свой карьерный путь с работы трактористкой, попала в ДТП, после чего забросила это дело.
В 1978 году, под влиянием отчима, поступила на факультет журналистики МГУ, играла в Студенческом театре МГУ. В 1981 году, учась на третьем курсе МГУ, поступила также в Высшее театральное училище имени Б. В. Щукина в Москве (художественный руководитель курса — Татьяна Кирилловна Коптева), которое окончила в 1985 году. Факультет журналистики МГУ окончила заочно.
С 1985 года по настоящее время — актриса Московского академического театра сатиры. Сначала получила одну из главных ролей в спектакле «Роковая ошибка» по повести Михаила Рощина режиссёра Евгения Каменьковича, потом сыграла эпизод в «Бремени решения» Фёдора Бурлацкого в постановке Валентина Плучека, потом была работа в постановке Андрея Миронова «Тени» Михаила Салтыкова-Щедрина, затем — в «Бочке мёда» Льва Устинова в постановке Спартака Мишулина, «Босиком по парку» Нила Саймона в постановке Инны Данкман, «Воительнице» Николая Лескова в постановке Бориса Львова-Анохина.

### Личная жизнь
- Неофициальный брак — Александр Юрьевич Кахун (род. 11 апреля 1960), актёр, радио- и телеведущий[9]. Прожили вместе восемь лет[10].
- Первый муж (с 1991 по 1993 годы) — Кирилл Михайлович Козаков (род. 2 ноября 1962, Москва), актёр, сын народного артиста РСФСР Михаила Михайловича Козакова (14 октября 1934 — 22 апреля 2011). Алёна и Кирилл прожили вместе около двух лет. В марте 1993 года, когда их дочери Марии было четыре месяца, Алёна с дочерью ушла от мужа[4]. Козаков начал участвовать в воспитании Марии, когда ей исполнилось четырнадцать лет[10].
  - Дочь — Мария Кирилловна Козакова (род. 24 ноября 1992, Москва), актриса Московского академического театра сатиры[11].
- Второй муж (с 1994 по 2004 годы[4]) — Кирилл Мозгалевский (род. 1964, Москва), кинорежиссёр, кинопродюсер, поэт, также снимает рекламу. Поженились в 1994 году, когда Маше было около двух лет, прожили вместе десять лет, потом разошлись, но по-прежнему дружат и праздники проводят вместе[4][10][12].

### Смена имени
Актриса решила изменить имя Елена на Алёна, поскольку после выхода фильма «Интердевочка» (1989), главную роль проститутки в котором сыграла Елена Яковлева, между актрисами-тёзками возникла путаница. В свою очередь, Елена Яковлева также вспоминала, что после окончания ГИТИСа во время показа в Московском академическом театре сатиры её спутали с Алёной Яковлевой, несколько раз переспросив отчество.

— Наверное, часто приходится объяснять людям, что вы — две разные актрисы?

— Я даже написала в своей актёрской анкете, что моё имя Алёна. И это принципиально! Елена Яковлева — совсем другая артистка. Много лет назад, когда Елена только снялась в «Интердевочке», нас путали и мне постоянно звонили знакомые: «Господи, как ты могла?» Или приехали мы с гастролями в Ленинград, везде висят афиши с моим спектаклем, на которых написано: «Во всех главных ролях Интердевочка!» Мне лично было неприятно. Мне чужая слава не нужна. Поэтому я принципиально сменила имя.— Алёна Яковлева, 8 августа 2007 года.

## Творчество

### Роли в театре

#### Московский академический театр сатиры
С 1985 года по настоящее время Алёна Яковлева является актрисой Московского академического театра сатиры, где в разные годы исполнила роли в следующих спектаклях:
- «Роковая ошибка» по повести Михаила Рощина (режиссёр — Евгений Каменькович)
- «Бремя решения» Фёдора Бурлацкого (режиссёр — Валентин Плучек)
- «Тени» Михаила Салтыкова-Щедрина (режиссёр — Андрей Миронов)
- «Бочка мёда» Льва Устинова (режиссёр — Спартак Мишулин)
- «Босиком по парку» Нила Саймона (режиссёр — Инна Данкман)
- «Воительница» Николая Лескова (режиссёры — Борис Львов-Анохин, Василий Фёдоров) — Лизонька
- «Идеальный муж»
- «Трёхгрошовая опера»
- «Молодость Людовика XIV»
- «Укрощение строптивой»
- «Слишком женатый таксист» Рэя Куни — Мэри Смит
- «Хомо эректус» (режиссёр Андрей Житинкин) — Маша Кошелькова
- «Секретарши» — Женщина
- «Поле битвы после победы принадлежит мародёрам» Эдварда Радзинского (режиссёр Андрей Житинкин)
- «Таланты и поклонники» А. Н. Островского (режиссёр — Борис Морозов) — Нина Васильевна Смельская
- «Счастливцев-Несчастливцев» по пьесе «Лес» А. Н. Островского — Марина
- «Андрюша»
- «Нам всё ещё смешно»
- «Распутник» Э.Шмитта (режиссёр Андрей Житинкин) — Анна-Доротея Тербуш
- «Между светом и тенью („Orpheus Descending“)» — Лейди Торренс
- «Последний клоун (Чествование)»
- «Лисистрата» по Аристофану и Л. Филатову (режиссёр — Нина Чусова; премьера — 9 сентября 2014 года) — Лисистрата
- «Грустно, но смешно», пародия на юбилей (С. Плотов, В. Жук, А. Ширвиндт)
- «Никогда не поздно» Сэма Бобрика (режиссёр — Александр Ширвиндт) — Кейт Глэдстоун
- «Горгоны» Дона Нигро (режиссёр — Наталия Фекленко) — Рут
- «Лес» А. Н. Островского (режиссёр Антон Яковлев) — Гурмыжская

#### Московский драматический театр «Модерн»
- 1995 — «Катерина Ивановна» по пьесе Леонида Андреева (режиссёр — Светлана Врагова) — Катерина Ивановна

#### Московский драматический театр на Малой Бронной
- 2001 — «Лулу» по пьесе Франка Ведекинда (режиссёр — Андрей Житинкин) — Лулу, куртизанка[14]

#### Антрепризы
- «Трио» — Клара Шуман (Московский театр «Империя звёзд»)
- «Не такой как все» — Женщина («Современный театр антрепризы», режиссёр — Павел Урсул)
- «Взрослые игры» — Габриэль (режиссёр — Сергей Арцибашев)
- «Экспресс „Калифорния“» — Анита (Театральная компания «Фит», режиссёр — Евдокия Германова)
- «Кадриль» — Лидия (Продюсерская компания «М-Арт», режиссёр — Владимир Большов)

### Фильмография (выборочно)
| Год       |   | Название                                      | Роль                                         |
| --------- | - | --------------------------------------------- | -------------------------------------------- |
| 1988      | ф | Филиал                                        | Люся                                         |
| 1990      | ф | Под северным сиянием                          | Имя персонажа не указано                     |
| 2000      | ф | Салон красоты                                 | Виктория                                     |
| 2000—2001 | с | Чёрная комната (фильм «Состояние аффекта»)    | Имя персонажа не указано                     |
| 2001      | ф | Искушение Дирка Богарда                       | Лилиана Кавани                               |
| 2001      | ф | Времена не выбирают                           | Дарья Гаврюшина (Долорес)                    |
| 2002      | ф | Виллисы                                       | мать Игоря                                   |
| 2003      | ф | С ног на голову                               | Женя                                         |
| 2003      | с | Оперативный псевдоним                         | Зоя Васильевна Белова                        |
| 2003      | ф | Новогодний романс                             | Имя персонажа не указано                     |
| 2003      | ф | Козлёнок в молоке                             | Анка                                         |
| 2003      | ф | Жизнь одна                                    | Наташа                                       |
| 2004      | с | Даша Васильева. Любительница частного сыска 3 | Лола                                         |
| 2004      | с | Боец                                          | Эльза                                        |
| 2004      | с | Бальзаковский возраст, или Все мужики сво…    | пациентка Веры                               |
| 2005      | с | Моя прекрасная няня                           | Женя                                         |
| 2005      | с | Оперативный псевдоним 2. Код Возвращения      | Зоя Васильевна Белова                        |
| 2005      | с | Атаман                                        | Имя персонажа не указано                     |
| 2006      | с | В ритме танго                                 | Клара                                        |
| 2006      | ф | Человек безвозвратный                         | Нина                                         |
| 2006      | ф | Служба 21, или Мыслить надо позитивно         | Мама Саши                                    |
| 2006      | ф | Сделка                                        | Алла                                         |
| 2006      | с | Русский перевод                               | Вера Тимофеевна Рябова                       |
| 2006      | ф | Под Большой Медведицей                        | Имя персонажа не указано                     |
| 2006      | ф | Национальное достояние                        | мать главного героя                          |
| 2006      | с | Кто в доме хозяин?                            | Соня                                         |
| 2006      | с | Иван Подушкин. Джентльмен сыска               | Лара Федотова                                |
| 2006      | с | Городской романс                              | Любовь Александровна Соболь                  |
| 2006      | с | Всё включено                                  | Ольга                                        |
| 2006—2007 | с | Танго втроём                                  | Вика Колесникова                             |
| 2007      | с | Частный заказ                                 | Екатерина Алексеевна                         |
| 2007      | с | Срочно в номер                                | Ирина                                        |
| 2007      | с | Расплата за грехи                             | Любовь Александровна Соболь                  |
| 2007      | ф | Лавэ                                          | Имя персонажа не указано                     |
| 2007      | с | Кадетство                                     | Софья Константиновна                         |
| 2007      | с | Держи меня крепче                             | Марина Николаевна Скворцова                  |
| 2007      | с | Марш Турецкого 4                              | Мария Леонидовна                             |
| 2007      | ф | Бухта страха                                  | Юлия Медовникова                             |
| 2007      | ф | Ярик                                          | Вера Сергеевна, майор ФСБ                    |
| 2008      | с | Женщина желает знать…                         | Лиля, журналистка                            |
| 2008      | с | Боец. Рождение легенды                        | Следователь Карцева                          |
| 2008      | с | Я лечу                                        | Алла, жена Олега Лобова                      |
| 2009      | с | Обручальное кольцо                            | Тамара Богуславская                          |
| 2009      | ф | Чудо                                          | Людмила Алексеевна                           |
| 2009      | с | Танго с ангелом                               | Алла Дугина                                  |
| 2009      | с | Спецкор отдела расследований                  | Дарья Михайловна                             |
| 2009      | ф | Возвращение мушкетёров                        | де Круаль                                    |
| 2009      | ф | Мальчик и девочка                             | Варвара                                      |
| 2010      | ф | Услышь моё сердце                             | Наталья Александровна Шевелёва               |
| 2010      | с | 220 вольт любви                               | Маргарита Терновская                         |
| 2010      | с | Дворик                                        | Инна                                         |
| 2010      | с | Дежурный ангел                                | Ольга Олеговна                               |
| 2010      | с | Земский доктор                                | Кира Анатольевна Светозарова                 |
| 2010      | с | Откричат журавли                              | Анна                                         |
| 2011      | с | Всё ради тебя                                 | Лариса Глебовна Алтухова                     |
| 2011      | ф | Дорогая моя доченька                          | Марина Славянова                             |
| 2011      | ф | Загадка для Веры                              | Нестерова                                    |
| 2011      | с | Купидон                                       | Тамара Меликян                               |
| 2011      | с | Не плачь по мне, Аргентина                    | Лидия Георгиевна                             |
| 2011      | с | Новости                                       | Вероника Эдуардовна Граббе                   |
| 2011      | ф | Огуречная любовь                              | Евдокия Константиновна Пронина               |
| 2011      | с | Сделка                                        | Ольга                                        |
| 2012      | ф | Большая ржака                                 | Эльза                                        |
| 2012      | ф | В ожидании весны                              | Тамара                                       |
| 2012      | с | Любопытная Варвара                            | Нелли Павловна Журавлёва                     |
| 2012      | ф | Новогодняя жена                               | Лариса Евгеньевна                            |
| 2012      | с | Повезёт в любви                               | Инна Юрьевна                                 |
| 2012      | с | Склифосовский                                 | Марина Сергеевна Шеина                       |
| 2012      | с | Женский доктор                                | Екатерина Сергеевна Савчук                   |
| 2012      | с | Дневник доктора Зайцевой                      | Марго Волгина                                |
| 2012      | ф | У Бога свои планы                             | Елена Николаевна                             |
| 2013      | с | Женский доктор 2                              | Екатерина Сергеевна Савчук                   |
| 2013      | с | Процесс                                       | Зинаида Васильевна                           |
| 2013      | ф | Любовь нежданная нагрянет                     | Нонна Павловна                               |
| 2013      | с | Роковое наследство                            | Анна Гаева                                   |
| 2013      | ф | Убийство на 100 миллионов                     | Софья Петровна Крючкова                      |
| 2014      | ф | Мама, я женюсь!                               | Татьяна Сергеевна Ракитина                   |
| 2014      | с | Цветок папоротника                            | Лариса                                       |
| 2015      | ф | Райские кущи                                  | жена Кушака                                  |
| 2015      | с | Орлова и Александров                          | Надежда Петровна Ламанова, художник-модельер |
| 2022      | ф | Портной из Бруклина                           | Хэлен, старшая сестра                        |
| 2023      | с | Дурдом                                        | Марго                                        |

## Признание заслуг

### Государственные награды

Президент РФ Дмитрий Медведев награждает Алёну Яковлеву почётным званием «Народный артист Российской Федерации». Москва, Кремль, 15 октября 2008 года.

- 1999 — почётное звание «Заслуженный артист Российской Федерации» — за заслуги в области искусства[15].
- 2008 — почётное звание «Народный артист Российской Федерации» — за большие заслуги в области искусства[16].
- 2020 — Орден Дружбы — за большой вклад в развитие отечественной культуры и искусства, многолетнюю плодотворную деятельность[17].